# 48ª Mostra internazionale d'arte cinematografica di Venezia
La 48ª edizione della Mostra internazionale d'arte cinematografica di Venezia si è svolta a Venezia, Italia, dal 3 settembre al 14 settembre del 1991.

## Giuria e premi
La giuria era così composta:

River Phoenix, Coppa Volpi al miglior attore 1991

- Gian Luigi Rondi (presidente, Italia), Silvia d'Amico Bendicò (Italia), James Belushi (Stati Uniti d'America), John Boorman (Gran Bretagna), Michel Ciment (Francia), Moritz De Hadeln (Gran Bretagna), Naum Klejman (Moldavia), Oja Kodar (Repubblica Socialista Federale di Jugoslavia), Pilar Mirò (Spagna).

I principali premi distribuiti furono:
- Leone d'oro al miglior film: Urga - Territorio d'amore (Urga) di Nikita Mikhalkov
- Leone d'argento - Gran premio della giuria: La divina commedia (A Divina Comédia) di Manoel de Oliveira
- Leone d'argento - Premio speciale per la regia: Zhang Yimou per Lanterne rosse (Da hong deng long gao gao gua); Terry Gilliam per La leggenda del re pescatore (The Fisher King); Philippe Garrel per Non sento più la chitarra (J'entends plus la guitare) (ex aequo)
- Coppa Volpi al miglior attore: River Phoenix per Belli e dannati (My Own Private Idaho)
- Coppa Volpi alla miglior attrice: Tilda Swinton per Edoardo II (Edward II)
- Leone d'oro alla carriera: Mario Monicelli e Gian Maria Volonté (quest'ultimo per "la carriera e l'interpretazione in Una storia semplice")

## Sezioni principali

### Film in concorso
- 30 Door Key (Ferdydurke), regia di Jerzy Skolimowski (Polonia/Francia)
- Belli e dannati (My Own Private Idaho), regia di Gus Van Sant (Stati Uniti d'America)
- Edoardo II (Edward II), regia di Derek Jarman (Regno Unito)
- Germania nove zero (Allemagne 90 neuf zéro), regia di Jean-Luc Godard (Francia)
- Grido di pietra (Cerro Torre: Schrei aus Stein), regia di Werner Herzog (Germania/Francia/Canada/Italia)
- Il muro di gomma, regia di Marco Risi (Italia)
- Il volto segreto (Gizli Yüz), regia di Ömer Kavur (Turchia)
- L'amore necessario, regia di Fabio Carpi (Italia)
- L'ultima tempesta (Prospero's Books), regia di Peter Greenaway  (Regno Unito)
- La divina commedia (A Divina Comédia), regia di Manoel de Oliveira (Portogallo)
- La leggenda del re pescatore (The Fisher King), regia di Terry Gilliam (Stati Uniti d'America)
- La spiaggia dei ragazzi perduti (La plage des enfants perdus), regia di Jillali Ferhati (Marocco/Francia)
- Lanterne rosse (Da hong deng long gao gao gua), regia di Zhang Yimou (Cina)
- Mississippi Masala, regia di Mira Nair (Stati Uniti d'America)
- Les équilibristes, regia di Nicos Papatakis (Francia)
- Non sento più la chitarra (J'entends plus la guitare), regia di Philippe Garrel (Francia)
- Notte e giorno (Nuit et jour), regia di Chantal Akerman (Belgio)
- Proprio dietro questa foresta (Jeszcze tylko ten las), regia di Jan Lomnicki (Polonia)
- Tentazione di Venere (Meeting Venus), regia di István Szabó (Gran Bretagna/Francia/Italia)
- Una storia semplice, regia di Emidio Greco (Italia)
- Urga - Territorio d'amore (Urga), regia di Nikita Mikhalkov (Francia/Unione Sovietica)
- Zabù la rossa (Chatarra), regia di Félix Rotaeta (Spagna)

## Avvenimenti notabili
All'inizio della serata finale della mostra, condotta da Pippo Baudo in Piazza San Marco, Mario Appignani (alias Cavallo pazzo), noto disturbatore di eventi pubblici, sportivi e dello spettacolo, irruppe sul palco al grido di "Pippo, ti prego, fammi parlare!", tentando di strappare il microfono al conduttore. Subito svariati membri delle forze dell'ordine e del personale lo circondarono e lo trascinarono via, ma nel parapiglia che ne seguì lo stesso Baudo ricevette un calcio nel ventre. Lo stesso Appignani ripeterà una prodezza analoga al Festival di Sanremo dell'anno dopo.